# Oenothera texensis
Oenothera texensis là một loài thực vật có hoa trong họ Anh thảo chiều. Loài này được P.H. Raven & D.R. Parn. mô tả khoa học đầu tiên năm 1970.